# 嘉化·峇峇
敦嘉化·峇峇（Tun Abdul Ghafar bin Baba，1925年2月18日—2006年4月23日），马来西亚政治人物、第六任马来西亚副首相（1986年—1993年）、第二任马六甲首席部长（1959年—1967年）。他于1925年2月18日在森美兰瓜拉庇劳县出生。
2006年4月23日，嘉化在吉隆坡鹰阁医药中心去世，享年81岁。他被安葬在国家回教堂的英雄陵。

## 政治生涯
由於嘉化·峇峇的父親早逝，留下他和九个弟妹。爲了赚钱养家，他当过高尔夫球童。1940年代末獲教师资格，在乡村小学教导马来文。1951年，嘉化加入馬來民族統一機構。随后他辞去教师职位，参加马来西亚第三次大选，并中选为马六甲北部国会议员，从此步入政坛。1959年至1967年，担任马六甲首席部长。
1969年大选后，嘉化担任乡村发展部长。1986年，时任首相马哈迪·莫哈末任命嘉化为副首相。1987年巫统党选，他当选署理主席。
1992年11月23日，嘉化表示，他希望首相马哈迪能够继续领导巫统并尽可能长时间地领导国家，以加强党和马来民族的团结。柔佛巫统支持并赞扬了嘉化的声明。
1993年巫统党选，嘉化受到安华·依布拉欣的挑战而落败，卸任巫统署理主席和副首相，而他继续担任国会议员到2004年。
2005年9月15日，嘉化被送入国家心脏中心接受哮喘治疗。同年10月12日，他因为心脏病和胸部疼痛，被送入班底医药中心的特别加护病房。
2006年4月23日，嘉化因心脏、肺、肾脏衰竭在首都吉隆坡鹰阁医药中心去世，安葬在国家回教堂英雄墓园。首相阿都拉·巴达威及多名部长出席了嘉化的葬礼，前首相马哈迪·莫哈末由于身在国外而未出席。

## 评价

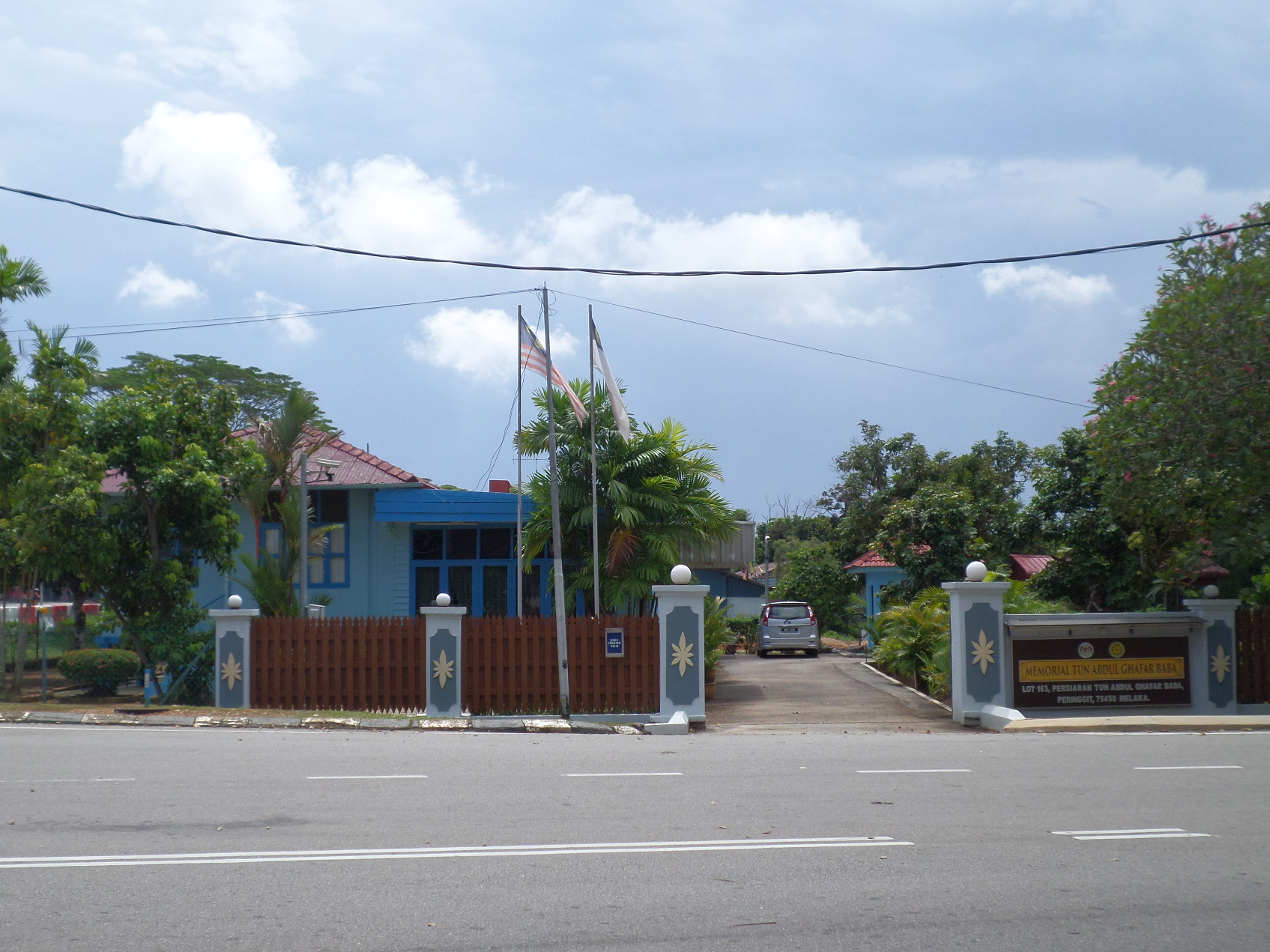
敦嘉化峇峇纪念馆，位于马六甲

1993年巫统党选嘉化落败下台后，时任首相兼巫统主席马哈迪·莫哈末曾说他感到欠嘉化太多。他说，这是因为当慕沙希淡于1986年辞去副首相职时，嘉化不只愿意接任有关职位，也给予支持与合作，协助自己及党解决党危机和1988年巫统被判不合法后所产生的问题。马哈迪形容嘉化从巫统创立就为党奉献了力量，并且担任了二十五年的副主席，这是一名党领袖的记录。他也说他要代表个人、巫统最高理事会及所有巫统党员向嘉化致万二分的谢意，感谢嘉化为党与政府作出贡献。 
由于在80年代梁陈党争中，嘉化一度出任马华公会代总会长，协助僵持不下的派系取得和平协议来化解党争，所以获得马华领袖的广泛尊敬。马华领袖多年来一直替嘉化庆祝生日，以感激其挽救马华的功劳。其中，马华第六任总会长林良实在2003年2月18日与嘉化庆祝78岁诞辰后对记者说，该党上下不会忘记嘉化在1983年及1984年间，协助解决马华党争危机的贡献。
1990年1月21日《南洋商报》‘星期评论’写道：“作为副首相，嘉化对马哈迪的忠心，是没有人可以置疑的。在过去一连串的补选行动中，他不分昼夜，风尘仆仆，四处奔波，充分扮演了‘勇将’和‘统帅’的角色，指挥大局，为国阵立下不少汗马大功，也为养病中的马哈迪分担不少忧愁，渡过难关。嘉化的成功和受到重用，也可能正是慕沙希淡的失败之处。”

## 家庭
嘉化有八名子女和17名孙子，其妻於2004年4月去世。其孙子莫哈末扎希于2018年5月30日起担任時任首相马哈迪·莫哈末的政治秘书。

## 勋衔
嘉化因其谦逊和不愿接受勋衔而闻名。直到1995年，在卸下副首相职务两年后，马哈迪两次提及封赐勋衔的事宜，他才接受“敦”（马来西亚最高勋衔）的头衔。
2017年2月1日，配合联邦直辖区日，已故嘉化获国家元首苏丹莫哈末五世追封拿督斯里乌达玛勋衔。